# Bruno Dantas
Bruno Dantas Nascimento GCRB • GOMD (Salvador, 6 de março de 1978) é um jurista brasileiro, atualmente ministro e presidente do Tribunal de Contas da União (TCU). Integra a corte de contas desde 2014, tendo sido indicado pelo Senado Federal, onde anteriormente trabalhou como consultor legislativo. É, também, o atual presidente da Organização Internacional de Entidades Fiscalizadoras Superiores (INTOSAI).
Foi conselheiro do Conselho Nacional do Ministério Público (2009-2011) e do Conselho Nacional de Justiça (2011-2013), por indicação do Senado Federal.
Autor de obras voltadas ao direito processual civil e ao direito regulatório, é docente da Universidade do Estado do Rio de Janeiro e dos programas de pós-graduação stricto sensu da Universidade Nove de Julho e da Fundação Getulio Vargas.

## Formação e docência
Bruno Dantas  graduou-se em direito pela Universidade Católica de Brasília (UCB/DF) em 2002. Na Pontifícia Universidade Católica de São Paulo (PUC-SP), concluiu o mestrado e o doutorado, ambos na área do direito processual civil sob orientação da professora Teresa Arruda Alvim. Realizou curso de pós-doutorado na Universidade do Estado do Rio de Janeiro (UERJ).
Foi pesquisador visitante (visiting research scholar) na Benjamin N. Cardozo School of Law (Nova York), no Max Planck Institute for International, European and Regulatory Procedural Law (Luxemburgo) e na Universidade Paris 1 Panthéon-Sorbonne.
É professor adjunto de direito processual da Universidade do Estado do Rio de Janeiro e leciona também nos cursos de mestrado e doutorado da FGV Direito-Rio e da Universidade Nove de Julho.

## Carreira pública
Foi técnico judiciário do Tribunal de Justiça do Distrito Federal e Territórios entre 1998 e 2003 e consultor legislativo do Senado Federal de 2003 a 2014, tendo sido consultor-geral do Senado de 2007 a 2011.
Entre 2009 e 2010, integrou a comissão de juristas instituída pelo presidente do Senado Federal e presidida pelo ministro Luiz Fux para elaboração de anteprojeto do Código de Processo Civil.

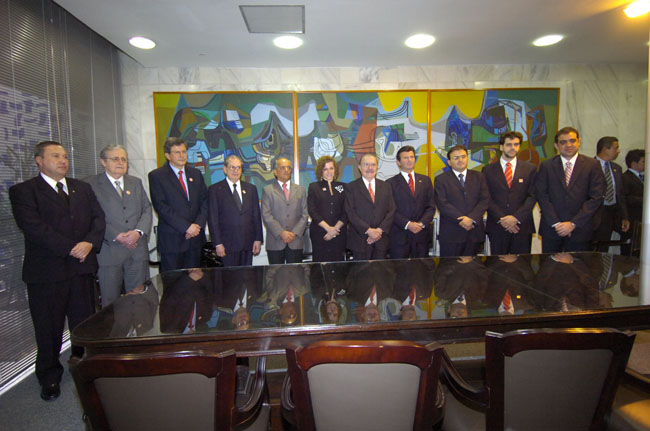
Instalação da Comissão de Juristas que elaborou o anteprojeto do novo CPC

Por indicação do Senado Federal, em vagas destinadas a cidadão com notável saber jurídico e reputação ilibada, exerceu também os cargos de conselheiro do Conselho Nacional do Ministério Público (CNMP), no biênio 2009-2011, e conselheiro do Conselho Nacional de Justiça (CNJ), no biênio 2011-2013. No CNMP, foi responsável por propor a criação do Portal da Transparência do Ministério Público e de um banco de dados nacional para reunir informações sobre ações civis públicas e inquéritos propostos pelo MP. No CNJ, presidiu a  Comissão de Articulação Federativa e Parlamentar e foi autor da Resolução nº 156/2012, que instituiu a exigência de ficha limpa para a ocupação de cargos comissionados no Poder Judiciário.
Em abril de 2014, foi indicado pelo Senado Federal para o cargo de ministro do Tribunal de Contas da União (TCU), em vaga aberta pela aposentadoria do ministro Valmir Campelo. A indicação foi aprovada pela Câmara dos Deputados em julho.
Tomou posse como ministro do TCU em 13 de agosto de 2014 e assumiu a presidência da corte de contas em 14 de dezembro de 2022.
Durante sua presidência, Bruno Dantas assumiu um papel de destaque no cenário internacional ao ser eleito, em novembro de 2022, Presidente da INTOSAI (Organização Internacional de Entidades Fiscalizadoras Superiores). Essa é uma organização “guarda-chuva” para a comunidade internacional de controle externo. É, também, uma organização não governamental com status consultivo junto ao Conselho Econômico e Social (ECOSOC) das Nações Unidas.
Ainda em sua presidência, Bruno Dantas foi, por sua iniciativa, responsável pela criação da Secretaria de Controle Externo de Solução Consensual e Prevenção de Conflitos (SecexConsenso). Em funcionamento desde o início de 2023, a nova secretaria tem a sua criação e competências definidas na Instrução Normativa (IN) 91/2022.
A Secretaria, considerada inovadora, tem o propósito de contribuir para a efetividade das políticas públicas e a segurança jurídica de soluções tempestivas construídas de modo colaborativo e célere, com a participação da sociedade e dos entes públicos.
Além disso, sob sua liderança, o Brasil foi eleito para o Conselho de Auditores da ONU, um reconhecimento da capacidade e compromisso do país com padrões internacionais de auditoria. O Conselho realiza auditorias externas das finanças da ONU, seus fundos, programas e missões de paz, e faz recomendações para melhorar a governança e gestão de recursos. 

### Tribunal de Contas da União

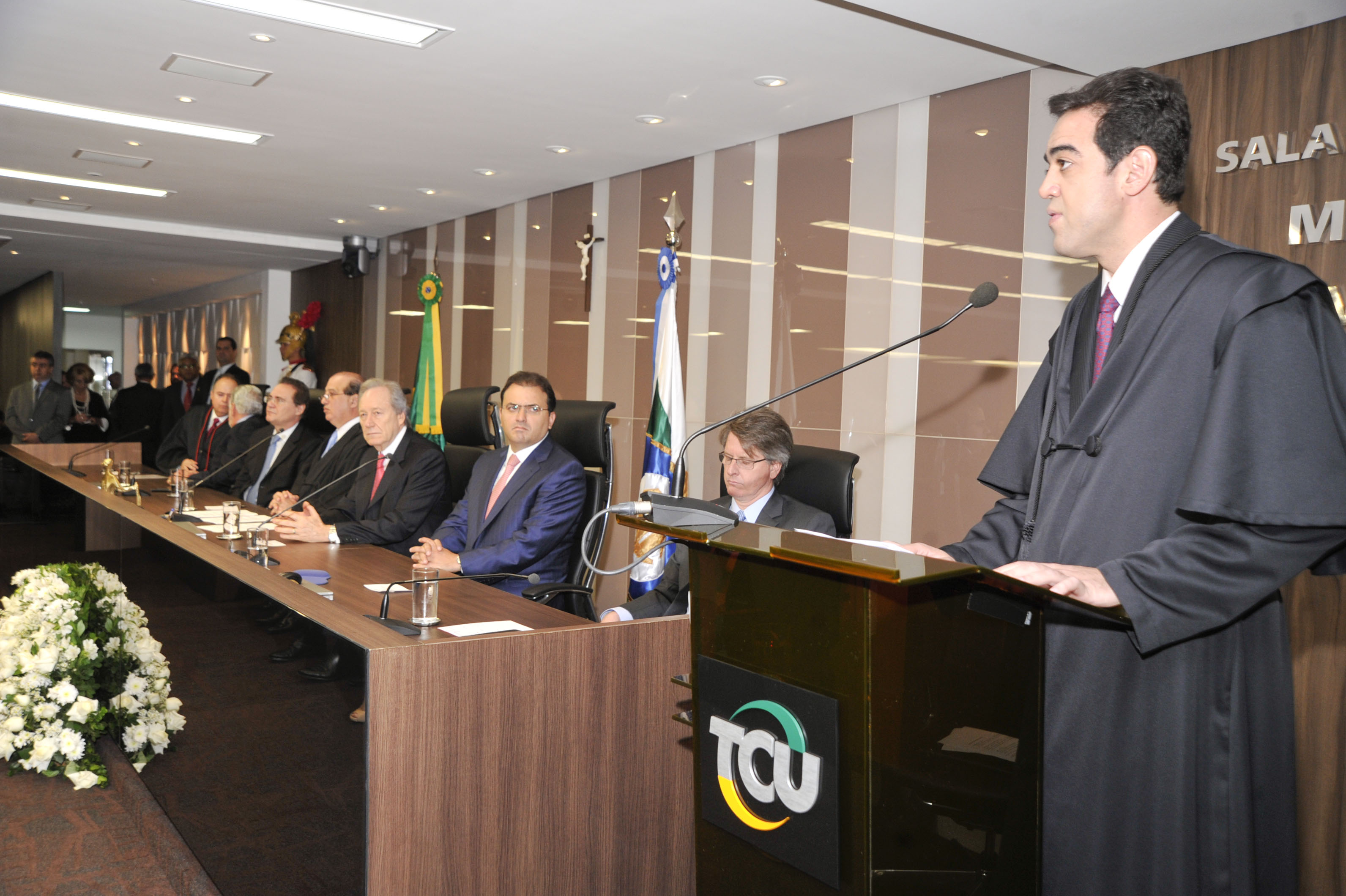
Posse de Bruno Dantas como Ministro do TCU

Em 9 de agosto de 2022, como relator no julgamento da 2.ª Câmara Ordinária do TCU, Dantas teve seu voto acompanhado de forma unânime, condenando o ex-procurador-geral da República Rodrigo Janot, o ex-chefe da força-tarefa da Operação Lava Jato em Curitiba Deltan Dallagnol e o ex-procurador-chefe do Ministério Público no Paraná João Vicente Beraldo Romão a ressarcirem aos cofres públicos R$ 2,831,808,17 solidariamente por "ato de gestão ilegítimo e antieconômico" com o aval para o pagamento de diárias e passagens da força-tarefa. A condenação foi seguida de controvérsia pela informação de que o ministro gastara cerca de R$ 385 mil reais desde o início de 2022 até a data do julgamento, com viagens para onze países diferentes.
Em 1º de janeiro de 2023, iniciou o mandato de presidente do TCU. Nessa qualidade, foi promovido em junho pelo presidente Luiz Inácio Lula da Silva ao grau de Grande-Oficial suplementar da Ordem do Mérito da Defesa e, em novembro, ao último grau da Ordem de Rio Branco.

## Obras de destaque
- Entre a certeza e o cinismo: se Deus não existe, tudo é permitido? O papel das Cortes de Contas na preservação da verdade em tempos de fake news. Rev. Direito Adm., Rio de Janeiro, v. 279, n. 3, p. 55-77, set./dez. 2020. ISSN digital: 2238-5177. ISSN impresso: 0034-8007.[13]

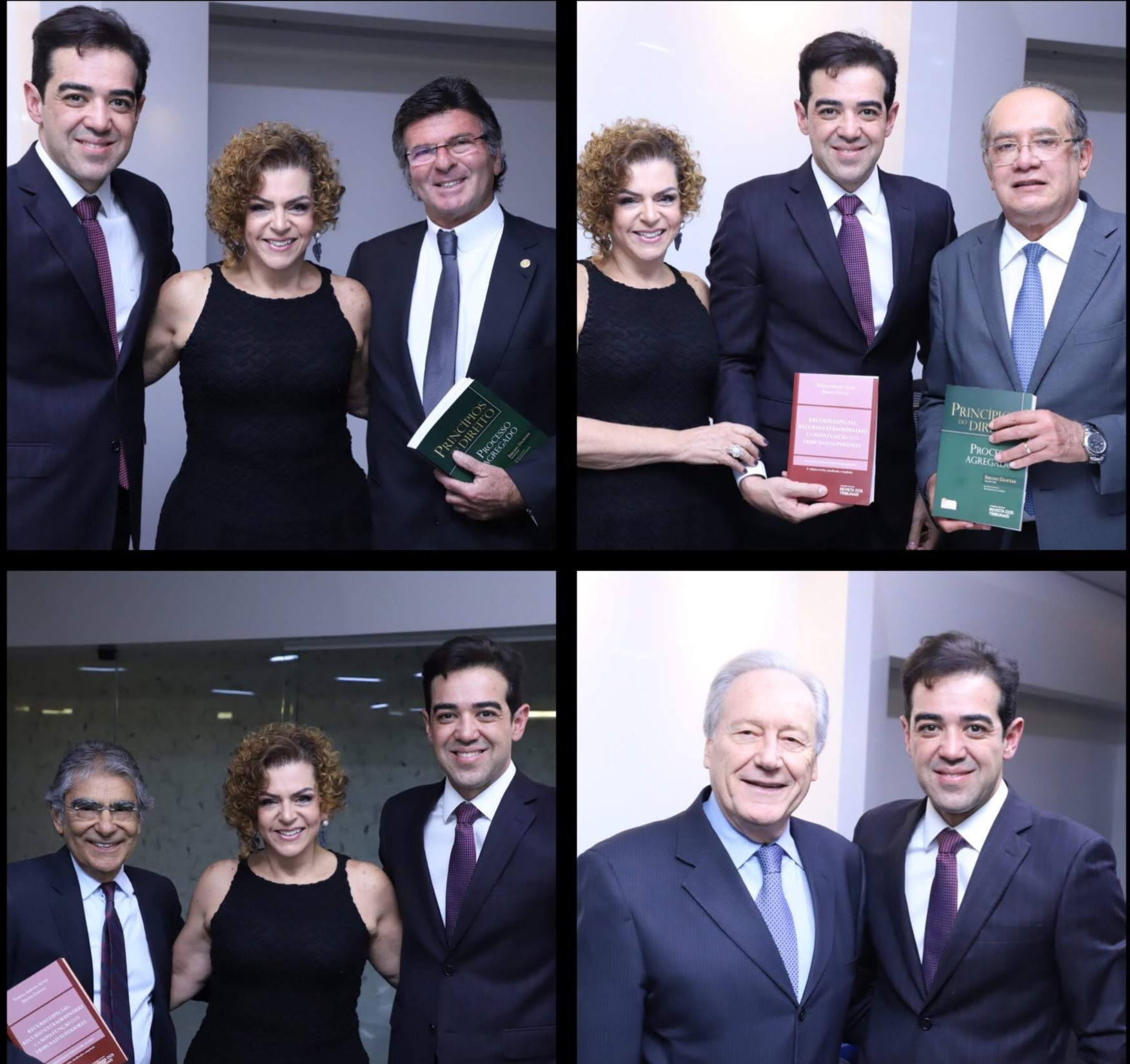
Dantas, a professora Teresa Arruda Alvim e os ministros do STF Luiz Fux, Gilmar Mendes, Ayres Britto e Ricardo Lewandowski

- Impactos transnacionais da tutela coletiva norte-americana: como a crise das class actions levou o Brasil a optar pela tutela pluri-individual. In: MENDES, Aluíso Gonçalves de Castro; PORTO, José Roberto Mello (Coord). Incidente de resolução de demandas repetitivas. 1 ed. Salvador: Editora Juspodivm, 2020. ISBN: 978-65-5680-039-4[14]
- MULLENIX, Linda. O fim do processo coletivo tal como o conhecemos: repensando a class action norte-americana. Tradução por Bruno Dantas. São Paulo: Revista dos Tribunais, v. 283, ano 43, set./ 2018.[15]
- Princípios do Direito: processo agregado. The American Law Institute. Trad. Bruno Dantas. São Paulo: Thomson Reuters, Revista dos Tribunais, 2017. ISBN 978-852-037-2333 Recurso Especial, Recurso Extraordinário e a nova função dos Tribunais Superiores no Direito Brasileiro. São Paulo: Editora Revista dos Tribunais, 2016.
- Teoria dos Recursos Repetitivos: tutela pluri-individual nos recursos dirigidos ao STF e ao STJ (art. 543-B e 543-C do CPC). São Paulo: Editora Revista dos Tribunais, 2014. ISBN 9788520357910[16][17]
- Repercussão geral: perspectivas histórica, dogmática e de direito comparado - questões processuais. Editora Revista dos Tribunais, 2012.[18] ISBN 9788520342466[19][20]
- O Papel da Jurisprudência no STJ. (Organizado juntamente com Isabel Gallotti, Alexandre Freire, Fernando da Fonseca Gajardoni, José Miguel Garcia Medina. São Paulo: Editora Revista dos Tribunais, 2014. ISBN 9788520354551[21][22]
- Repercussão Geral da Questão Constitucional. (Organizado juntamente com Luiz Fux e Alexandre Freire). São Paulo: Editora Forense, 2014. ISBN 9788530956561[23][24]
- Novas Tendências do Processo Civil - Estudos sobre o Novo CPC. (Organizado juntamente com Luiz FUX, Alexandre Freire, Luiz Henrique Volpe, Dierle Nunes, Fredie Didier Jr, José Miguel Garcia Medina, Pedro Miranda. Salvador: Juspodivm, 2013. ISBN 9788577618095[25][26]
- Revista de Informação Legislativa: especial projeto do novo Código de Processo Civil. n. 190. (Organizador) Brasília: Secretaria de Edições Técnicas do Senado Federal, 2011 com dois volumes. ISSN 0034-835x.[27]